# Cladrastis wilsonii
Cladrastis wilsonii là một loài thực vật có hoa trong họ Đậu. Loài này được Takeda miêu tả khoa học đầu tiên.